# Herta Müller
Herta Müller (Nițchidorf, alemany: Nitzkydorf, hongarès: Niczkyfalva, 17 d'agost de 1953) és una escriptora alemanya d'origen romanès. Ha conreat els gèneres de la novel·la, la poesia i l'assaig. En les seves obres, ha fet una descripció de les dures condicions de vida a Romania sota el dictador Ceaușescu. Se li ha atorgat el Premi Nobel de Literatura de l'any 2009.

## Biografia
Herta Müller va néixer a la província de Timiș, filla d'agricultors suabs (alemanys del Banat, a Romania). Va rebre una educació alemanya i estudià literatura romanesa a la Universitat de Timisoara.
El 1979, refusà col·laborar amb la policia política del règim comunista de Ceausescu (la Securitate) i, per aquest motiu, va ser despatxada de la seva feina com a traductora d'una companyia d'enginyeria de Romania. El seu primer llibre va aparèixer, en versió censurada, al 1982.
El 1987, Müller abandonà el seu país i s'instal·là a Alemanya amb el seu marit, el novel·lista Richard Wagner. El 1997, abandonà l'associació d'escriptors Pen club de l'Alemanya Federal en protesta per la fusió que es va fer amb el Pen club de la República Democràtica Alemanya.
La Fundació Nobel li va concedir el premi Nobel de Literatura, en paraules textuals, per a "qui, amb la concentració de la poesia i la franquesa de la prosa, descriu el paisatge dels desposseïts".

## Obra en català
- L'home és un gran faisà en el món, 1986. València: Edicions Bromera, 2009
- La bèstia del cor, 1994. València: Edicions Bromera, 2009
- Tot el que tinc, ho duc al damunt, 2009. València: Edicions Bromera, 2010
- En terres baixes, 1982. València: Edicions Bromera, 2010

## Obra
- Niederungen, relats curts, versió censurada publicada a Bucarest el 1982. Versió íntegra publicada a Alemanya el 1984. En anglès, sota el títol de Nadirs el 1999.[4]
- Drückender Tango, 1984.
- Der Mensch ist ein großer Fasan auf der Welt, Berlín, 1986.
- Barfüßiger Februar, Berlín, 1987.
- Reisende auf einem Bein, Berlín, 1989.
- Wie Wahrnehmung sich erfindet, Paderborn, 1990.
- Der Teufel sitzt im Spiegel, Berlín, 1991.
- Der Fuchs war damals schon der Jäger, Hamburg, 1992.
- Eine warme Kartoffel ist ein warmes Bett, Hamburg, 1992.
- Der Wächter nimmt seinen Kamm, Reinbek i Hamburg, 1993.
- Angekommen wie nicht da, Lichtenfels, 1994.
- Herztier, Reinbek bei Hamburg, 1994 (Premi Aristeion 1995).
- Hunger und Seide, Hamburg, 1995.
- In der Falle, Göttingen, 1996.
- Heute wär ich mir lieber nicht begegnet, Reinbek i Hamburg, 1997.
- Der fremde Blick oder das Leben ist ein Furz in der Laterne, Göttingen, 1999.
- Im Haarknoten wohnt eine Dame, Reinbek i Hamburg, 2000.
- Heimat ist das, was gesprochen wird, Blieskastel, 2001.
- Der König verneigt sich und tötet, Múnic, 2003.
- Die blassen Herren mit den Mokkatassen, Múnic, 2005.
- Este sau nu este Ion (en romanès), Iasi 2005.
- Atemschaukel, Múnic, 2009.
- Cristina und ihre Attrappe oder Was (nicht) in den Akten der Securitate steht, Götinga, 2009.
- Immer derselbe Schnee und immer derselbe Onkel, Múnic, 2011.